# Heterolaophonte littoralis
Heterolaophonte littoralis är en kräftdjursart som först beskrevs av T. Scott och A. Scott 1893.  Heterolaophonte littoralis ingår i släktet Heterolaophonte och familjen Laophontidae. Arten är reproducerande i Sverige. Inga underarter finns listade i Catalogue of Life.